# Acid stearic
Acid stearic là một acid béo no có công thức: CH3-(CH2)16-COOH.
Chất này hiện diện trong nhiều dầu mỡ động vật và thực vật nhưng phổ biến hơn trong mỡ động  vật hơn là trong dầu thực vật. Trong bơ ca cao và bơ hạt mỡ (shea butter) có 28–45% acid stearic.

## Ứng dụng
Acid stearic được ứng dụng chủ yếu trong sản xuất chất làm khô dạng stearat khô, chất bôi trơn, làm bóng bề mặt giầy và kim loại, chất phủ bề mặt, giấy gói thức ăn, xà phòng, tác nhân phân tán và làm mềm cao su.